# Trama (Forgotten Realms)
Nell'ambientazione Forgotten Realms, la Trama è la forza fondamentale sia della magia arcana che della magia divina, dalla quale gli incantatori traggono la loro forza. Permea completamente il mondo, analogamente alla quintessenza, la sostanza mistica. 

## Introduzione
A Faerûn esisteva un'energia grezza, potente e in grado di distruggere qualsiasi mortale. Questa energia risiedeva dentro ogni cosa su Abeir-Toril, ed era veramente difficile da raggiungere; per questo, tutti gli incantatori arcani plasmavano la Trama. La Trama è definita come una barriera che divide il mondo dalla magia selvaggia; in questo modo i mortali avevano accesso alla magia, ma sempre con una sorta di protezione da parte della divinità. Con l'avvento della Quarta Edizione di Dungeons & Dragons, la trama è stata eliminata per consentire l'utilizzo del nuovo sistema di magia.

## Storia della Trama
La Trama, nella sua storia, è stata distrutta tre volte. La prima, in seguito alla nascita di Mystryl. Mystryl nacque per portare ordine nel perpetuo scontro tra le due gemelle, Selûne e Shar, creò la Trama — che è essa stessa — permettendo non più solo agli dei di poter adoperare la magia, ma anche ai comuni mortali. Shar per contrapporla creò la Trama d'Ombra, una sua versione oscura sotto il suo controllo.
La seconda volta fu distrutta quando un mago folle di nome Karsus, dell'antica civiltà netherese, decise di attingere allo stesso potere della Trama per elevarsi al rango di divinità. Ma questo gesto non fece altro che distruggere la Trama e uccidere lo stesso mago. La dea della magia successivamente rinacque come Mystra.
La terza volta è stata quando Shar, volendo assumere il controllo anche della Trama, si alleò con il dio Cyric per uccidere Mystra (che era la maga Mezzanotte, in quanto la Mystra nata dopo il disastro di Karsus era morta durante il Periodo dei Disordini). La morte di Mystra però provocò il collassamento sia della Trama che della Trama d'Ombra, distruggendole entrambe con grande scorno di Shar. La sua morte causò anche la distruzione del piano di Dweomerheart, dove la dea viveva, che a sua volta segnò la fine degli dei Savras, Azuth e Velsharoon, e diede inizio al devastante periodo noto come Spellplague, che portò caos e cambiamenti radicali in tutto lo spazio dei reami.

## Magia selvaggia
Nelle zone di magia selvaggia ci sono delle imperfezioni nella Trama. Indi per cui c'è una possibilità che l'incantesimo lanciato dall'incantatore non sortisca l'effetto desiderato e venga o mutato in un altro incantesimo oppure ampliato o diminuito nei suoi effetti.

## Magia morta
Le zone di magia morta si verificano dove vi sono dei buchi nella trama. La conseguenza di ciò è l'impossibilita da parte di un incantatore arcano di lanciare incantesimi.